# 1. Allgemeine Verunsicherung
1. Allgemeine Verunsicherung ist das 1978 erschienene Debütalbum der gleichnamigen österreichischen Rockband Erste Allgemeine Verunsicherung. Das Album wurde als Begleitmaterial der Live-Konzerte, die den Namen Uschi im Glück trugen, produziert.
Musikalisch ist das Album deutlich vom Rockkabarett geprägt. Zu ironischen, satirischen Texten, die in breitem österreichischem Dialekt vorgetragen werden, werden Musikstile zum jeweiligen Thema imitiert. Fast alle Lieder werden von Scheutz interpretiert; Texter und Gitarrist Thomas Spitzer singt lediglich Umberto e Sophia.

## Veröffentlichung
Die LP-Version des Albums erschien in einer Auflage von nur 2.000 Exemplaren, da die Band zu Beginn ihrer Karriere noch wenig Zielpublikum fand. Offiziell erschien das Album mit der Interpretenangabe „1. Allgemeine Verunsicherung & Wilfried“, da Sänger Wilfried Scheutz als einziges Bandmitglied als Solokünstler über einen Plattenvertrag bei der EMI verfügte und er seine Plattenfirma überreden konnte, das Album als sein Solowerk zu veröffentlichen. Da das Album nach der ersten Veröffentlichung nicht mehr neu aufgelegt wurde, hat es mittlerweile aufgrund des späteren kommerziellen Erfolgs der EAV einen hohen Sammlerwert.
Im Jahr 1999 gab es eine Neuveröffentlichung des Albums mit einer CD-ROM als Beilage, die in limitierter Auflage durch ausgewählte Plattenhändler vertrieben wurde. Der Unterschied zur LP neben dem Tonträgerformat war das grau abgedruckte Cover der CD. Die CD ist heute nicht mehr im Handel erhältlich. Einige Titel des Albums erschienen jedoch separat und in überarbeiteter Klangqualität auf späteren EAV-Kompilationen. Im November 2015 ist das Album – diesmal mit dem originalen Artwork in gelb – in einer digital restaurierten Fassung neuerlich auf CD erschienen – eine Wiederveröffentlichung auf Vinyl folgte im Januar 2016.

## Titel
1. Life is a Dog-Boogie
2. Hereinspaziert
3. Horrortraum einer jungen Dame
4. Pustel Gunkel
5. Billy Beinhart
6. GTX de Luxe GS
7. Umberto e Sophia
8. Model Todel Klimbim Samba
9. Disco Dillo
10. Uschi
11. Disco Queen